# Hamilton Fish II
Hamilton Fish II (ur. 17 kwietnia 1849 w Albany, zm. 15 stycznia 1936 w Aiken) – amerykański polityk, członek Partii Republikańskiej.

## Działalność polityczna
Od 1874 do 1896 zasiadał w New York State Assembly i od 1895 do 1896 był spikerem. W okresie od 4 marca 1909 do 3 marca 1911 przez jedną kadencję był przedstawicielem 21. okręgu wyborczego w stanie Nowy Jork w Izbie Reprezentantów Stanów Zjednoczonych.
Był synem Hamiltona Fisha. Jego synem był Hamilton Fish III, a wnukiem Hamilton Fish IV.